# Grąsino
Grąsino (deutsch Granzin, Kreis Stolp, slowinzisch Grŏu̯sänɵ) ist ein Dorf in der polnischen Woiwodschaft Pommern. Es gehört zur Landgemeinde (gmina wiejska) Redzikowo (Reitz) im Powiat Słupski (Stolper Kreis).

## Geographische Lage
Das Dorf liegt in Hinterpommern, in einer Ebene zehn Kilometer östlich der Stadt Stolp.

## Geschichte

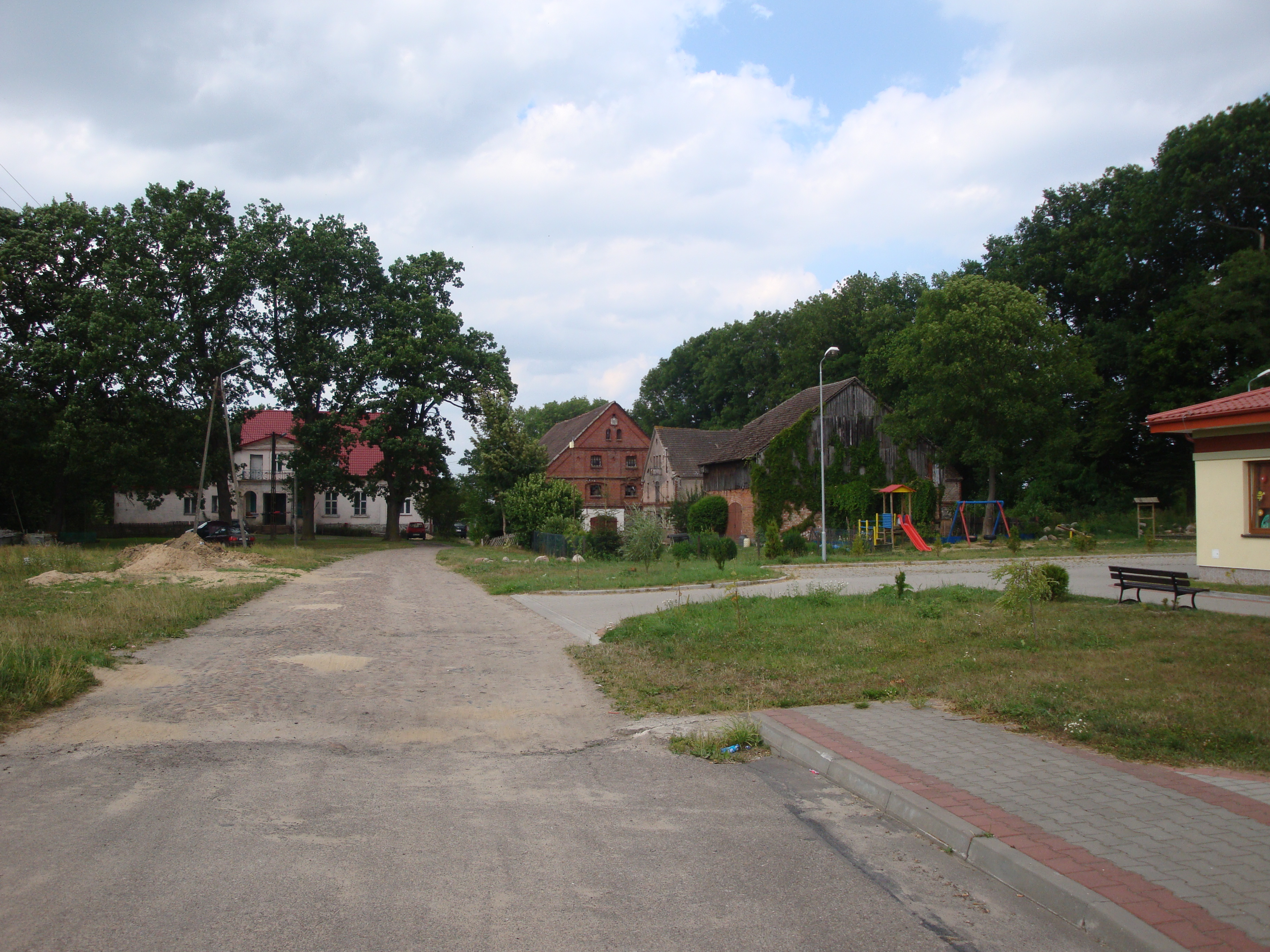
Dorfstraße (2010)

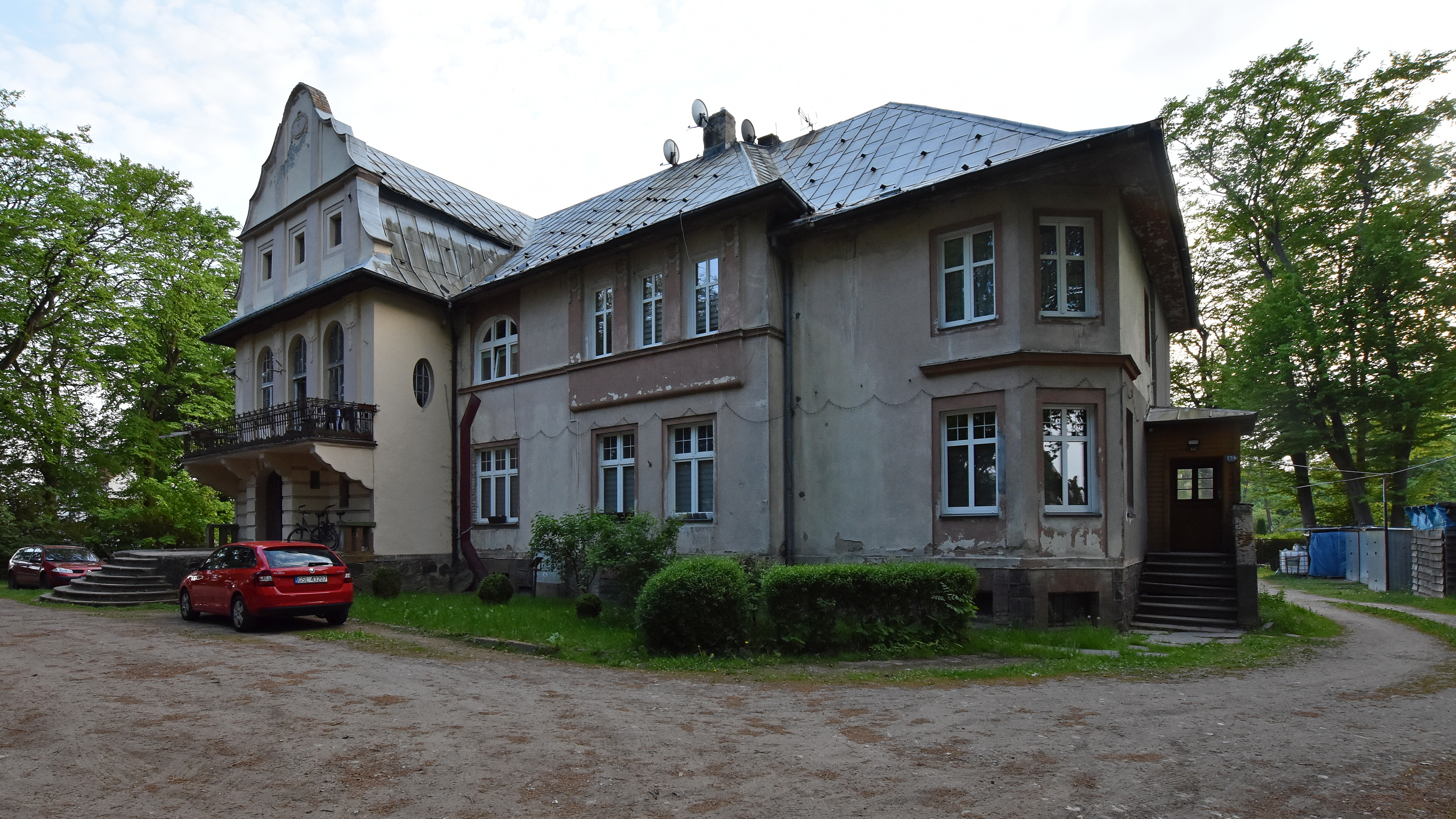
Ehemaliges Gutshaus Granzin (2023)

Bereits im Jahre 1302 wird in einer Urkunde der Ort Gransyn angeführt und 1341 Grantzin bzw. 1493 Grentzin genannt. Durch einen Tausch mit den Belows kam Granzin 1491 zusammen mit Jeseritz und Deutsch Buckow (später Bukau), alle östlich von Stolp gelegen, gegen drei im Gebiet von Schlawe gelegenen Besitze Kummerzin, Groß Schlönwitz und Dubberzin in das Eigentum der Familie Puttkamer. Granzin war als Zeilendorf angelegt worden.
Im Jahre 1523 wird Bartholomeus putkumer myt synen Brodern tho granßin genannt, doch blieb das Gut nicht lange in den Händen der Familie Puttkamer. 1590 hatte Granzin sechs Bauernhöfe und zwei wüste Katen. 1739 kaufte Bogislaw Ulrich von Puttkamer auf Deutsch Karstnitz  Granzin; 1740 bzw. 1796 ging es auf bürgerliche Besitzer über. Im Jahre 1784 hatte Granzin zwei Vorwerke, einen Krug, eine Schmiede, insgesamt vier Feuerstellen (Haushalte).
Im 19. Jahrhundert wurde Granzin geteilt:
- Granzin A: 1804 besaß es der Arrendator Krause, 1854 kam es an Ernst Rudolf Hübner, und die letzten Besitzer vor 1945 waren Angehörige der Familie Deinert. Das Rittergut Granzin A war 372 Hektar groß, davon 366 Hektar Ackerland und 6 Hektar Unland.

- Granzin B: 1804 gehörte es den Erben des Verwalters Raddatz. 1858 kam es an Johann Schulz, danach erwarb es August Neitzke auf Warbelow (Warblewo). Als letzte Eigentümerin vor 1945 wird die Familie von Duisburg genannt. Granzin B war 374 Hektar groß, davon 370 Hektar Ackerland und vier Hektar Unland.

Am 1. April 1927 hatten die Güter Granzin A und Granzin B eine Flächengröße von 371 bzw. 374 Hektar, und am 16. Juni 1925 hatte der Gutsbezirk Granzin A 173 und der Gutsbezirk Granzin B 106 Einwohner.  Am 30. September 1928 wurden die Gutsbezirke Granzin A und Granzin B zur Landgemeinde Granzin zusammengeschlossen.
Die Gemeindefläche betrug 746 Hektar. Im Jahre 1939 wurden in der  Gemeinde Granzin 258 Einwohner in 55 Haushaltungen gezählt.
Vor 1945 bildete Granzin eine Landgemeinde im Landkreis Stolp im Regierungsbezirk Köslin der preußischen Provinz Pommern des Deutschen Reichs. Das Dorf gehörte zum Amts- und Standesamtsbezirk Ritzow (heute Ortschaft der Stadt Stolp), und zum Amtsgerichtsbereich Stolp. Der Gendarmerieposten war ebenfalls in Ritzow. Zuletzt war August Knop Bürgermeister von Granzin, der mit dem Amtsvorsteher Franz zusammenarbeitete.
Gegen Ende des Zweiten Weltkriegs wurde Granzin am 8. März 1945 von der Roten Armee besetzt. Nach Beendigung der Kampfhandlungen wurde die Region anschließend zusammen mit ganz Hinterpommern seitens der sowjetischen Besatzungsmacht der Volksrepublik Polen zur Verwaltung überlassen.
Im Oktober 1945 wurde im Dorf eine polnische Verwaltung eingerichtet. Es begann die Zuwanderung von Polen und Ukrainern, zunächst vorwiegend aus von der Sowjetunion besetzten Gebieten östlich der Curzon-Linie. Granzin wurde unter der polonisierten Ortsbezeichnung ‚Grąsino‘ verwaltet. Die einheimischen Dorfbewohner wurden von der polnischen Administration enteignet und mit wenigen Ausnahmen in der Folgezeit vertrieben. Für Kinder von Familien, die am Ort verblieben waren, gab es zwischen 1952 und 1957 eine deutsche Schule.
Später wurden in der Bundesrepublik Deutschland 142 und in der DDR 31  Dorfbewohner aus Granzin  ermittelt.

### Demographie
| Jahr | Einwohner | Anmerkungen                                                                       |
| ---- | --------- | --------------------------------------------------------------------------------- |
| 1910 | 261       | am 1. Dezember, davon 160 im Gutsbezirk Granzin A und 101 im Gutsbezirk Granzin B |
| 1925 | 279       | darunter 278 Evangelische und ein Katholik                                        |
| 1933 | 245       | [ 8 ]                                                                             |
| 1939 | 258       | [ 8 ]                                                                             |

Im Jahr 2006 wurden in dem Dorf 513 Einwohner gezählt.

## Kirche
Im Jahre 1939 waren in Granzin 0,4 % der Bevölkerung römisch-katholischer Konfession. Die übrigen Einwohner gehörten zur evangelischen Kirche. Granzin lag bis 1945 im Kirchspiel der St.-Petri-Gemeinde in Stolp, gehörte also zum Kirchenkreis Stolp-Altstadt der Kirchenprovinz Pommern der Kirche der Altpreußischen Union.
Die seit 1945 und Vertreibung der einheimischen Dorfbewohner anwesende polnische Einwohnerschaft ist überwiegend katholisch.
Die wenigen evangelischen Kirchenglieder werden vom polnischen Pfarramt der Evangelisch-Augsburgischen Kirche in Stolp betreut, das zur Diözese Pommern-Großpolen gehört.

## Schule
In der im Jahre 1932 einstufigen Volksschule unterrichtete ein Lehrer 46 Schulkinder. Lehrer waren 1931 Block und zuletzt Gaul. Letzterer ist 1945 beim Volkssturm gefallen.

## Verkehr
Das Dorf ist über eine Nebenstraße über Siemianice (Schmaatz) und Jezierzyce (Jeseritz) erreichbar. Die nächste Bahnstation ist in drei Kilometern Entfernung Jezierzyce an der Bahnstrecke Stargard Szczeciński–Gdańsk.